# Andrea Caldarelli
Andrea Caldarelli, född 14 februari 1990 i Pescara, är en italiensk racerförare.